# Skalbmierz (gmina)
Skalbmierz – gmina miejsko-wiejska w województwie świętokrzyskim, w powiecie kazimierskim. Siedzibą gminy jest Skalbmierz. W latach 1975–1998 gmina leżała w województwie kieleckim.
Pod koniec 2010 r. gminę zamieszkiwały 6772 osoby.

## Struktura powierzchni
Według stanu z 1 stycznia 2011 r. powierzchnia gminy wynosi 85,94 km², z czego miasto Skalbmierz zajmuje 7,13 km², zaś obszary wiejskie – 78,81 km².
W 2007 r. 92% obszaru gminy stanowiły użytki rolne.

## Demografia

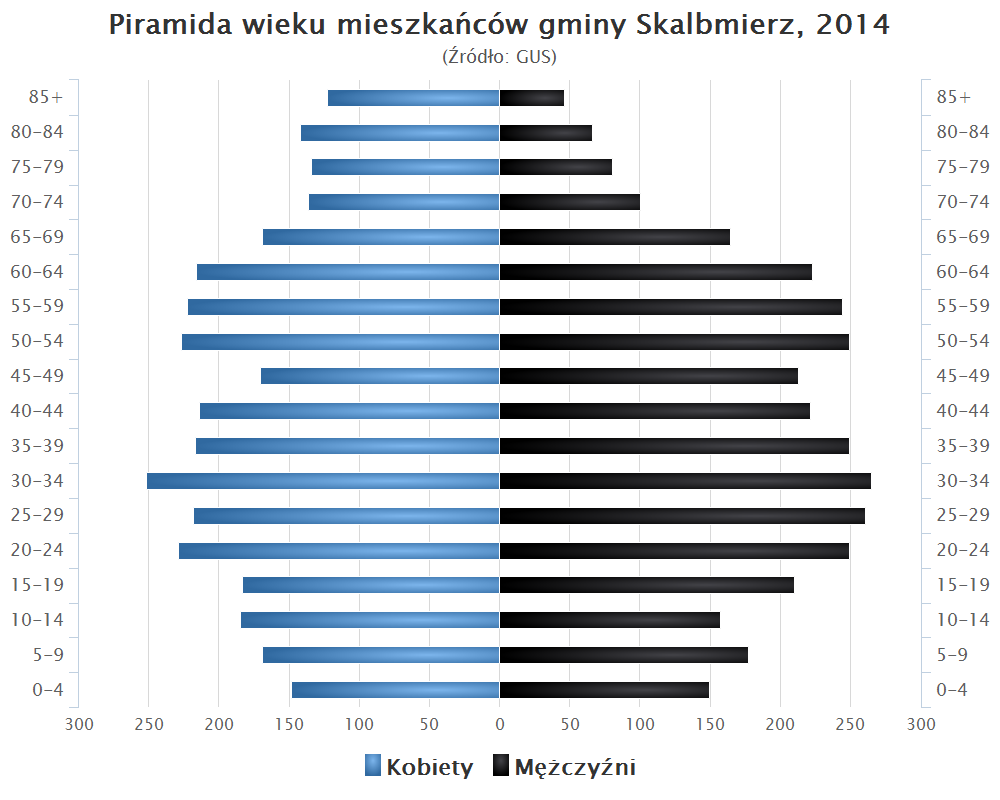
Piramida wieku mieszkańców gminy Skalbmierz w 2014 roku

Liczba ludności (dane z 31 grudnia 2010):
|        | Ogółem | Ogółem | Kobiety | Kobiety | Mężczyźni | Mężczyźni |
| osób   | %      | osób   | %       | osób    | %         |           |
| ------ | ------ | ------ | ------- | ------- | --------- | --------- |
| Ogółem | 6772   | 100    | 3388    | 50,03   | 3384      | 49,97     |
| Miasto | 1310   | 19,34  | 670     | 9,89    | 640       | 9,45      |
| Wieś   | 5462   | 80,66  | 2718    | 40,14   | 2744      | 40,52     |

▶Wieś vs ▶miasto
Ogółem (▶k, ▶m)
Miasto (▶k, ▶m)
Wieś (▶k, ▶m)

## Sołectwa
W skład gminy wchodzą 24 miejscowości w 24 sołectwach.

## Sąsiednie gminy
Czarnocin, Działoszyce, Kazimierza Wielka, Pałecznica, Racławice